# Milan Kujundžić
Milan Kujundžić, né le 27 avril 1957, est un homme politique croate. Il est ministre de la Santé de 2016 à 2020.